# Velarium

Rekonstrukcja velarium w rzymskim Koloseum (makieta w Muzeum Cywilizacji Rzymskiej)

Velarium (od łac. vēlŭm – żagiel, także płótno żaglowe) – w starożytnym Rzymie płócienna osłona rozpinana nad widowniami dla ochrony przed słońcem lub deszczem. 
Stosowana przede wszystkim w amfiteatrach. Znana dobrze np. z Koloseum, gdzie na trzeciej kondygnacji stwierdzono pozostałości po otworach masztów rozmieszczonych wokół widowni (cavea) i podtrzymujących płaty cienkiego żaglowego płótna rozciągane w niepogodę bądź w nazbyt upalne dni nad widzami i areną widowisk. Dla rozpinania tej konstrukcji na linach wykorzystywano naturalne umiejętności marynarzy z załóg okrętów floty stacjonującej w Misenum (dzis. Miseno). Ustalenia współczesnych badaczy dowodzą istnienia 240 słupów wspornikowych (masztów) z linami podtrzymującymi wielki pierścień górujący 40 m nad areną, do którego przypinano płócienne płachty (przypuszczalnie z lnu). Całość, której ciężar prawdopodobnie sięgał 24 ton, do obsługi wymagała zatrudnienia aż tysiąca marynarzy z Misenum. Również w wielkim teatrze w Pompejach stwierdzono w murze zewnętrznym wokół korony budowli ponad najwyższą kondygnacją widowni istnienie bazaltowych konsoli będących gniazdami masztów służących do rozpinania velarium.
Swetoniusz jako przykład sadystycznych praktyk Kaliguli podaje, iż podczas igrzysk gladiatorskich cesarz „nieraz przy największym upale kazał zdejmować zasłony płócienne, jednocześnie nie pozwalając nikogo wypuścić” (Żywoty cezarów, Gajus Kaligula 27). Natomiast Kommodus, urażony rzekomym szyderstwem publiczności, nakazał po ściągnięciu velarium dokonać rzezi widzów w amfiteatrze. 
Choć znany również z zachowanych amfiteatrów galijskich (Nîmes, Arles), system instalowania i działania velarium nie został zbyt dokładnie poznany. Istnieje pogląd, że powierzchnię złożoną z wielkich płatów materiału nie tylko rozpościerano, ale i przesuwano za pomocą lin, przez co można było zmieniać usytuowanie krągłego otworu środkowego i zapewniać osłonę niezależnie od pozycji słońca. 